# Hauge Reef
Das Hauge Reef ist eine Kette von Inseln und Klippenfelsen vor der Südküste Südgeorgiens. Sie erstreckt sich vom östlichen Ausläufer von Annenkov Island in ostnordöstlicher Richtung bis zu einer Landmarke 5 km westsüdwestlich des Kap Darnley. Zum Hauge Reef gehören in west-östlicher Reihenfolge Barker Island, Endurance Island und der Pillow Rock.
Die erste Kartierung erfolgte 1819 durch Teilnehmer der ersten russischen Antarktisexpedition (1819–1821) unter der Leitung von Fabian Gottlieb von Bellingshausen. Der South Georgia Survey nahm zwischen 1951 und 1952 Vermessungen und die Benennung vor. Namensgeber ist der norwegische Robbenfängerkapitän Ole Hauge (1898–1978), der in dieser Zeit dem South Georgia Survey bei seinen Arbeiten behilflich war.